# Bodenrode
Bodenrode ist ein Ortsteil der Gemeinde Bodenrode-Westhausen im Landkreis Eichsfeld in Thüringen.

## Lage

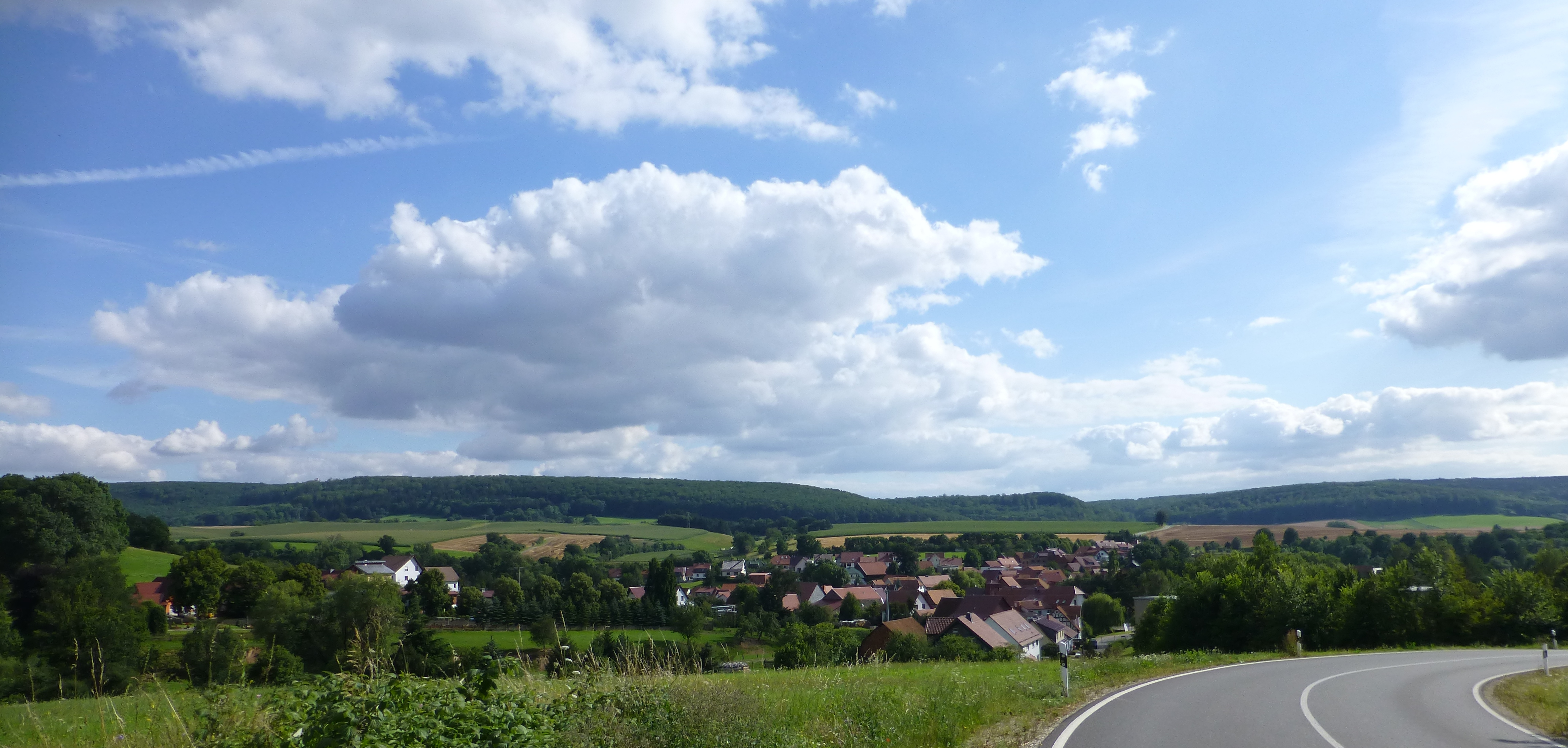
Bodenrode (mit dem Dün im Hintergrund) von Norden aus gesehen

Bodenrode liegt ungefähr vier Kilometer östlich von Heilbad Heiligenstadt, unmittelbar westlich befindet sich der Partnerortsteil Westhausen.  Die Fluren der Ortsteile liegen im Leinetal und den umliegenden plateauartigen Hochebenen im Hügelland des mittleren Eichsfeldes in kupierten Gelände. Im Ort mündet der aus Richtung Norden kommende Steinbach in die Leine. Weitere Nachbargemeinden sind Steinbach im Norden, Wingerode im Osten und Geisleden im Süden.
Zur Ortslage gehört auch die südlich gelegene weilerartige Siedlung Weimarskamp unterhalb des Dün.

## Geschichte
Bodenrode wurde erstmals 1305 urkundlich erwähnt. In der Mitte des 18. Jahrhunderts gehörte der Ort noch zu den zwei Ämtern Rusteberg und Scharfenstein, 1782 nur noch zum Amt Scharfenstein. Im Ort gab es zwei Mühlen, eine Ziegelei und mehrere Steinbrüche.
Am 2. Januar 1992 wurde die Verwaltungsgemeinschaft Leinetal gegründet, damals bestehend aus den noch selbstständigen Mitgliedsgemeinden Bodenrode und Westhausen, die am 6. November 1993 fusionierten. 2010 bewohnten 500 Personen den Ortsteil.
Es gibt eine Grundschule im Ortsteil. Ein Bauunternehmer, eine Dachdeckerfirma und weitere Handwerksbetriebe haben hier ihren Standort.
Einwohnerentwicklung: 1782 (287), 1818, (347), 1834 (434), 1870 (554), 1897 (464), 1925 (543), 1948 (725)

## Sehenswürdigkeiten

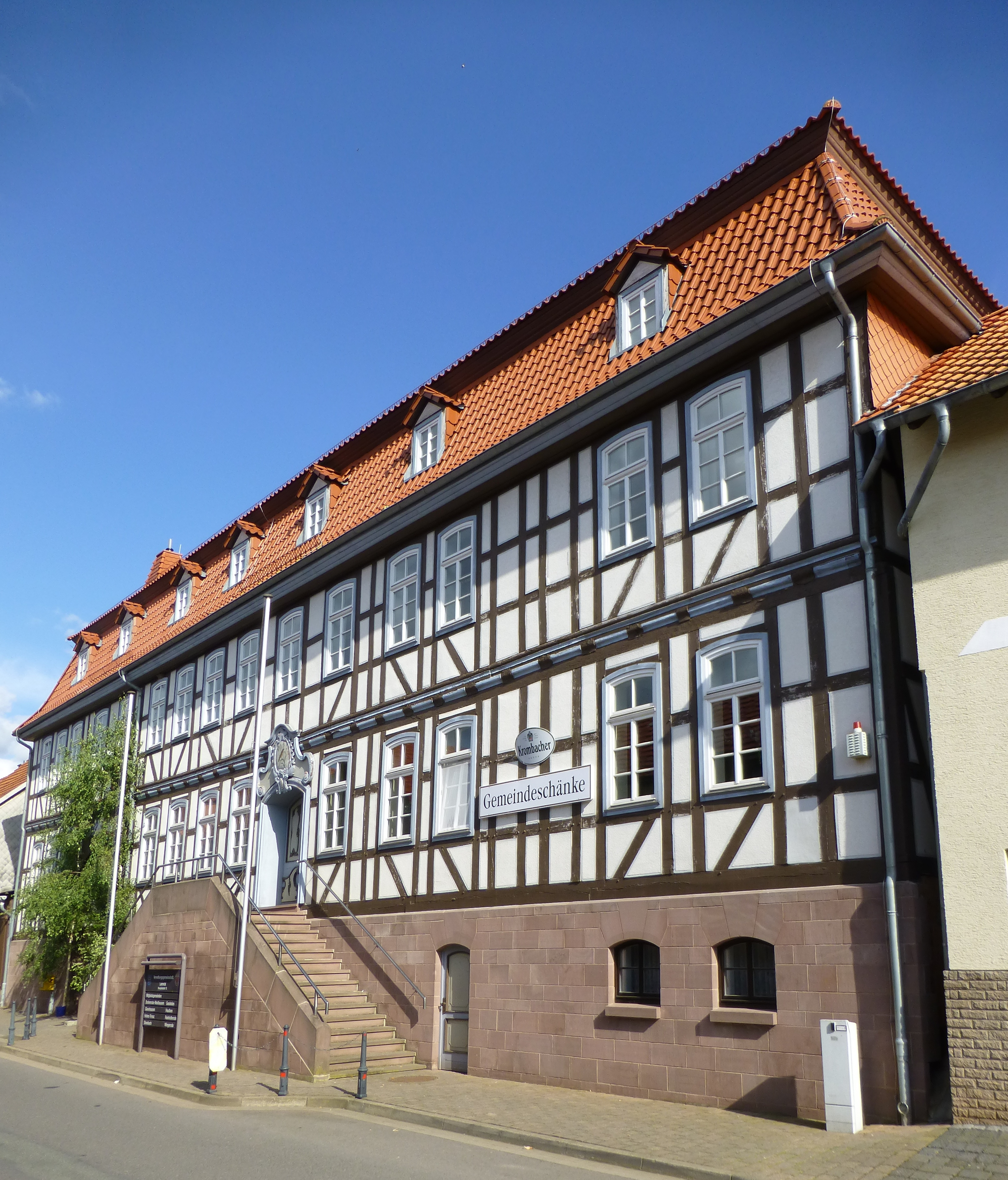
Das Barockgebäude mit der Gemeindeverwaltung

Die Pfarrkirche Laurentius Bodenrode mit erbautem Kirchenschiff von 1688 bis 1708 und Einbeziehung des romanischen Turms aus dem Vorgängerbau. Die Kirche besitzt eine reiche Ausstattung. Sie wurde 2010 als erste katholische Radwegekirche in Thüringen eingerichtet. Sie ist Primizkirche von Pater Gebhard Maulhardt (OSA), langjähriger Wallfahrtsleiter der Heilig-Blut-Wallfahrt Walldürn, als größter eucharistischer Wallfahrtsort Deutschlands.
Weitere Sehenswürdigkeiten sind:
- Stationsweg am Stöckeberg
- Barockgebäude als Sitz der VG Leinetal
- Steinbachtalbrücke

## Wappen
Blasonierung: „In Silber über blauem Wellenschildfuß mit zwei silbernen Wellenbalken zwischen sechs grünen Halmen ein goldener nach links blickender Vogel.“

## Verkehr
Verkehrsmäßig ist Bodenrode über die Landesstraßen 2020 und 2021 mit der ehemaligen Bundesstraße 80 und heutigen L 3080 verbunden. Nördlich verläuft die Bundesautobahn 38 mit der Steinbachtalbrücke. Der Ort hat einen Haltepunkt an der Bahnstrecke Halle–Hann. Münden.